# Tutankhamun
Tutankhamun (tiếng Ai Cập cổ đại: twt-ꜥnḫ-jmn); phát âm theo tiếng Ai Cập cổ là Tutankhamen là một pharaon Ai Cập thuộc Vương triều thứ 18, trị vì vào khoảng những năm 1332-1323 TCN (theo bảng niên đại quy ước), trong giai đoạn Tân Vương quốc của Lịch sử Ai Cập.
Ông là thường hay được gọi theo cách thông dụng là Vua Tut. Tên gọi ban đầu của ông, Tutankhaten, có nghĩa là "Hiện thân sống của Aten", trong khi Tutankhamun có nghĩa là "Hiện thân sống của Amun". Theo cách viết bằng chữ tượng hình, tên của Tutankhamun đã thường được viết là Amen-tut-ankh, vì nó tuân theo một quy ước đó là tên của vị thần được đặt ở đầu của một cụm từ để thể hiện sự tôn kính. Ông có thể cũng là Nibhurrereya trong các bức thư Amarna, và nhiều khả năng chính là vị vua Rathotis của vương triều thứ 18, vốn được Manetho, một nhà sử học cổ đại, ghi chép lại là đã trị vì trong chín năm- một con số tương tự cũng được quy chiếu với phiên bản tóm tắt của Flavius Josephus.
Sự kiện Howard Carter cùng George Herbert, huân tước thứ năm của Carnarvon phát hiện ra lăng mộ gần như còn nguyên vẹn của Tutankhamun vào năm 1922 đã tạo nên một cơn chấn động trên toàn thế giới. Nó đã khơi dậy lại sự quan tâm của công chúng đối với Ai Cập cổ đại, và mặt nạ xác ướp của Tutankhamun, ngày nay nằm tại bảo tàng Cairo, đã trở thành một biểu tượng nổi tiếng. Triển lãm các hiện vật từ ngôi mộ của ông đã diễn ra khắp nơi trên thế giới. Vào tháng 2 năm 2010, kết quả xét nghiệm DNA khẳng định rằng ông là con trai của Akhenaten (xác ướp KV55) với một người chị em và cũng là vợ của Akhenaten (xác ướp KV35YL), hiện vẫn chưa xác định được danh tính và được biết với tên gọi "Quý Bà trẻ", xác ướp của bà được tìm thấy trong ngôi mộ KV35.

## Cuộc đời
Tutankhamun là con trai của Akhenaten (trước đây là Amenhotep IV) với một trong những chị em của Akhenaten, hoặc có lẽ một trong những người chị em họ của ông ta. Khi là một hoàng tử, ông đã được biết đến với tên gọi Tutankhaten.

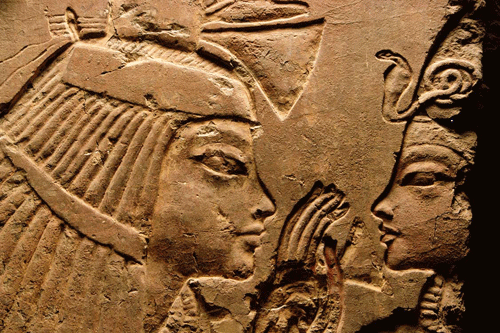
Phù điêu mô tả bảo mẫu Maia (trái) và Tutankhaten

Ông lên ngôi vào năm 1333 TCN, khi mới lên chín hoặc mười tuổi, với vương hiệu là Nebkheperure. Ông có một bảo mẫu tên là Maia, và bà được biết đến từ ngôi mộ của mình tại Saqqara. Một thầy giáo nhiều khả năng có tên là Sennedjem.

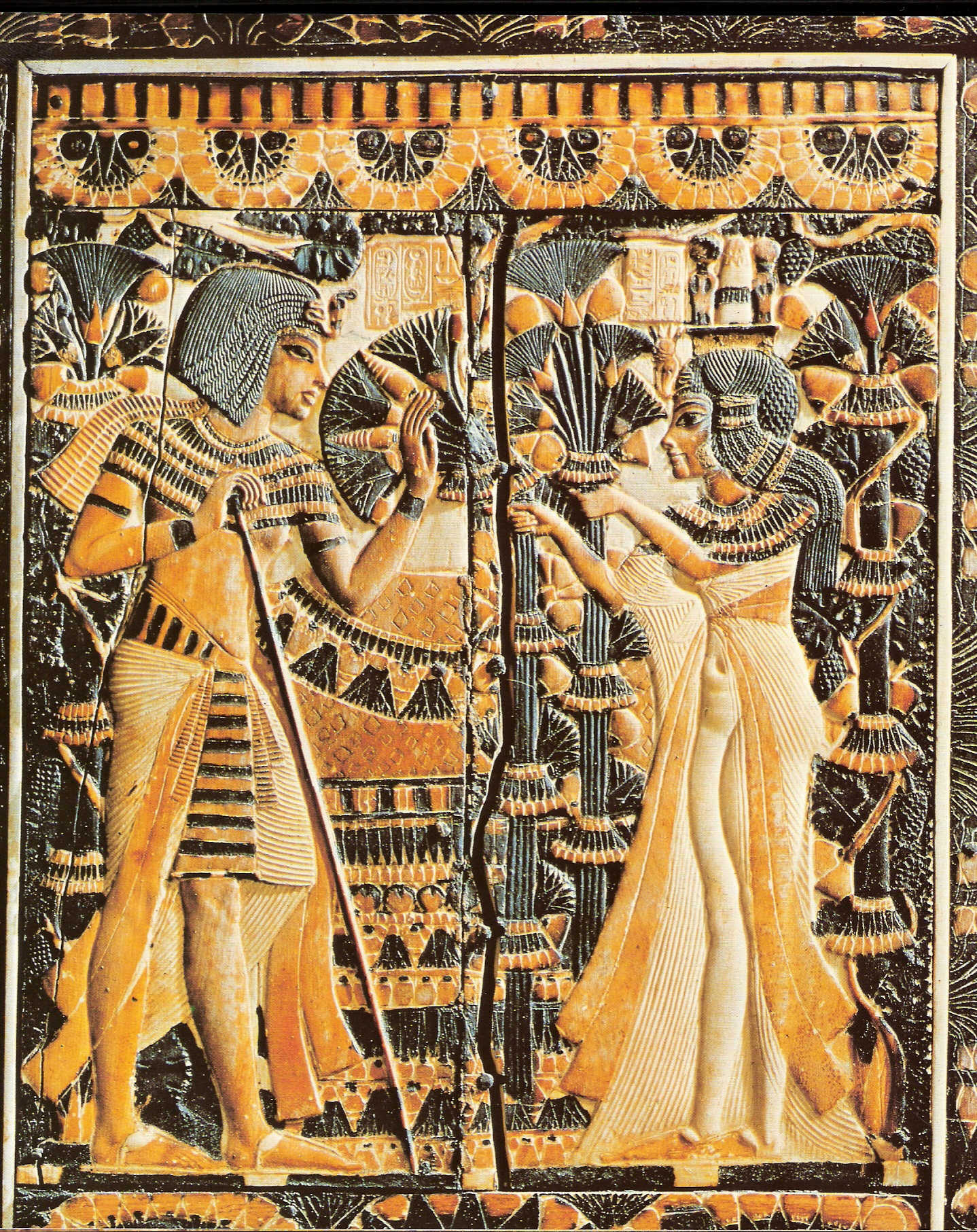
Tutankhamun và Ankhesenamun trao hoa

Khi lên ngôi vua, ông đã kết hôn với người chị cùng cha khác mẹ với mình là Ankhesenpaaten, bà sau đó đổi tên thành Ankhesenamun. Họ có hai người con gái với nhau nhưng đều bị chết yểu. Nghiên cứu chụp cắt lớp vi tính được thực hiện vào năm 2011 cho thấy một người con gái đã mất khi đang ở tháng thứ 5-6 của thai kì và người còn lại đang ở tháng thứ 9 của thai kỳ. Không có bằng chứng nào trong cả hai xác ướp cho thấy dấu vết của các dị tật bẩm sinh hoặc một nguyên nhân dẫn đến cái chết.

### Vương triều
Do ông lên ngôi khi còn rất trẻ, nhà vua có thể đã có những cận thần đầy quyền lực bên cạnh, được cho là bao gồm tướng Horemheb và tể tướng Ay. Horemheb đã ghi lại rằng nhà vua đã phong cho ông ta làm "chúa tể của toàn bộ các vùng đất" vốn là một tước vị cha truyền con nối để duy trì luật pháp. Ngoài ra ông ta có khả năng trấn an vị vua trẻ khi ông nổi giận.
Vào năm trị vì thứ ba của mình, Tutankhamun đã cho hủy bỏ những thay đổi được thực hiện trong suốt vương triều của vua cha. Ông kết thúc sự thờ thần cúng thần Aten và khôi phục lại địa vị tối cao cho thần Amun. Lệnh cấm sự thờ cúng thần Amun đã được dỡ bỏ và các đặc quyền truyền thống dành cho tầng lớp tư tế đã được khôi phục. Kinh đô đã được dời về lại Thebes và thành phố Akhetaten bị từ bỏ. Ông còn thay đổi tên của mình thành Tutankhamun, "Hiện thân sống của Amun".
Nhà vua còn bắt đầu các dự án xây dựng như là một phần trong quá trình khôi phục của ông, đặc biệt là tại đền Karnak ở Thebes, tại đây ông đã dành riêng một ngôi đền cho thần Amun. Nhiều tượng đài đã được dựng lên, và một dòng chữ trên cửa ngôi mộ của ông đã tuyên bố rằng nhà vua đã "sống cuộc đời của mình theo hình tượng của các vị thần". Các lễ hội truyền thống đã được tổ chức trở lại, bao gồm cả những lễ hội có liên quan đến thần bò Apis, Horemakhet, và lễ hội Opet. Tấm bia đá được khôi phục của ông có nói:
Những ngôi đền của các vị thần và nữ thần... đã là những đống đổ nát. Điện thờ của các vị thần đã hoang phế và đầy cỏ dại. Thánh điện của các vị thần coi như không tồn tại và cung điện trở thành những con đường... các vị thần đã quay lưng lại với vùng đất này... Nếu có ai cầu xin một lời khuyên từ các vị thần, người đó sẽ không bao giờ được đáp lại.

Vương quốc Ai Cập đã rơi vào tình trạng suy yếu về kinh tế và hỗn loạn dưới vương triều của Akhenaten. Quan hệ ngoại giao với các vương quốc khác đã bị bỏ bê và Tutankhamun đã tìm cách khôi phục lại chúng, đặc biệt là với người Mitanni. Bằng chứng về sự thành công của ông đã được đề xuất từ những món quà từ các quốc gia khác nhau được tìm thấy trong lăng mộ của ông. Bất chấp những nỗ lực nhằm cải thiện các mối quan hệ của ông, những trận chiến với người Nubia và các dân tộc châu Á khác đã được ghi lại trong ngôi đền an táng của ông tại Thebes. Ngôi mộ của ông còn chôn theo cả áo giáp và những chiếc ghế gập thích hợp cho những chiến dịch quân sự. Tuy nhiên, do bản thân ông còn trẻ tuổi cùng với những khuyết tật trên cơ thể, ông đã phải sử dụng một cây gậy để đi lại (ông qua đời khoảng 19 tuổi), các nhà sử học suy đoán rằng ông đã không đích thân tham gia vào những trận chiến này.

### Sức khỏe và diện mạo

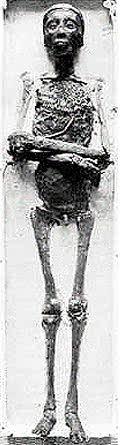
Xác ướp của Tutankhamun hiện nằm tại Thung lũng các vị vua trong phòng chôn cất ở ngôi mộ KV62.

Tutankhamun có dáng vẻ mảnh khảnh và có chiều cao khoảng 180 cm (5 ft 11 in). Ông có những chiếc răng cửa lớn và đây là đặc trưng của dòng dõi hoàng tộc Thutmoses. Từ tháng 9 năm 2007 đến tháng 10 năm 2009, nhiều xác ướp khác nhau trở thành đối tượng trong các nghiên cứu nhân chủng học, X quang, và di truyền vốn là một phần của Dự án gia đình vua Tutankhamun. Các nghiên cứu cũng cho thấy rằng Tutankhamun đã "hơi hở hàm ếch" và có thể mắc cả chứng vẹo cột sống nhẹ. Khám nghiệm cơ thể của vua Tut cũng đã tiết lộ sự biến dạng trước đó chưa được biết ở trong chân trái của nhà vua, do hoại tử mô xương. Sự đau đớn do điều này gây ra đã buộc vua Tut phải sử dụng một cây gậy đi bộ, và nó đã được tìm thấy rất nhiều trong ngôi mộ của ông, tuy nhiên căn bệnh này lại không nguy hiểm đến tính mạng.

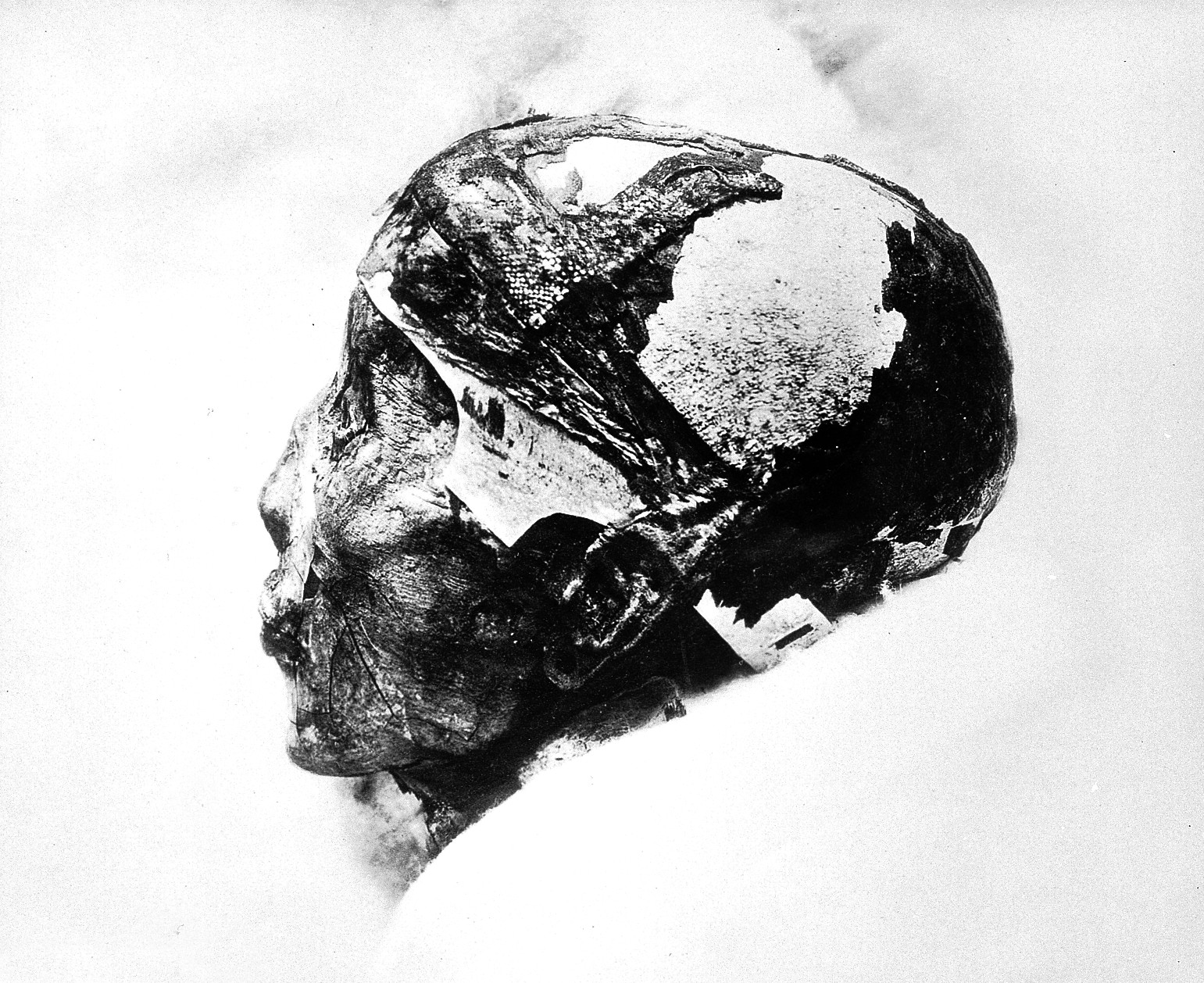
Đầu xác ướp Tutankhamun

Trong quá trình phân tích DNA xác ướp của vua Tut, các nhà khoa học đã phát hiện ra DNA của ký sinh trùng gây nên bệnh sốt rét nhiệt đới trong cơ thể của pharaon, nó được coi là bằng chứng về mặt di truyền học lâu đời nhất của căn bệnh này. Điều thú vị là, có nhiều chủng mầm bệnh sốt rét đã được tìm thấy và nó chỉ ra rằng vua Tut đã bị bội nhiễm sốt rét trong suốt cuộc đời của ông. "Bệnh sốt rét đã làm suy yếu hệ thống miễn dịch của vua Tut và gây trở ngại cho quá trình chữa trị bàn chân của ông. Những yếu tố này, kết hợp với việc xương đùi trái của ông bị gãy theo như phát hiện của các nhà khoa học vào năm 2005, có thể cuối cùng đã giết chết vị vua trẻ tuổi".

### Phả hệ
Vào năm 2008, một nhóm nghiên cứu bắt đầu tiến hành nghiên cứu DNA của Tutankhamun và các xác ướp những thành viên khác trong gia đình ông. Kết quả từ các mẫu DNA cuối cùng đã giúp trả lời một số câu hỏi về huyết thống của Tutankhamun, nó đã chứng minh rằng cha của ông là Akhenaten, nhưng người mẹ của ông thì lại không thuộc vào một trong số những người vợ đã được biết đến của Akhenaten. Mẹ của ông là một trong số năm người chị em của cha ông, mặc dù vậy lại không rõ là ai. Nhóm nghiên cứu đã có thể chứng minh với xác suất tới 99,99 phần trăm rằng Amenhotep III là cha nhân vật được chôn cất trong ngôi mộ KV55, người được xác định là cha của Tutankhamun. Mẹ của vị vua trẻ tuổi đã được tìm thấy thông qua các xét nghiệm DNA và là một xác ướp được biết đến với tên gọi "Quý bà trẻ" (KV35YL), được tìm thấy bên cạnh xác ướp nữ hoàng Tiye trong hốc tường của ngôi mộ KV35. DNA của bà đã chứng minh rằng, bà là một người con của Amenhotep III với Tiye; do đó, cha mẹ của Tutankhamun là anh em ruột. Nữ hoàng Tiye đã có nhiều ảnh hưởng về mặt chính trị trong triều đình và đóng vai trò như một cố vấn cho con trai của bà sau khi người chồng của bà qua đời. Tuy nhiên, một số nhà di truyền học đã tranh cãi về những phát hiện này và "phàn nàn rằng nhóm nghiên cứu đã sử dụng kỹ thuật phân tích không phù hợp."

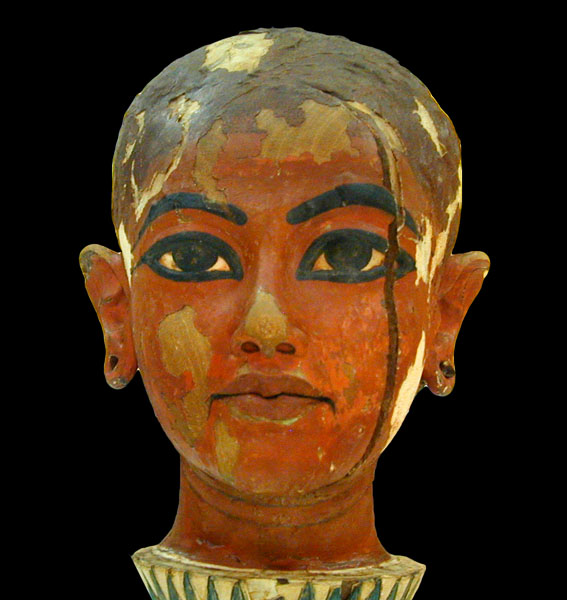
Tượng bán thân của Tutankhamun được tìm thấy trong ngôi mộ của ông, KV62

Nghiên cứu này cũng chỉ ra rằng một trong số hai xác ướp bào thai được tìm thấy tại lăng mộ của Tutankhamun là con gái của chính Tutankhamun, và một thai nhi khác có lẽ cũng là con của ông. Và cho đến nay, chỉ mới thu được một phần dữ liệu từ hai xác ướp nữ trong ngôi mộ KV21. Một trong số họ, KV21A, có thể là mẹ của những trẻ sơ sinh này và do đó là vợ của Tutankhamun, Ankhesenamun. Theo lịch sử ghi lại thì bà là con gái của Akhenaten với Nefertiti, và do đó nhiều khả năng bà là chị em cùng cha khác mẹ với ông.

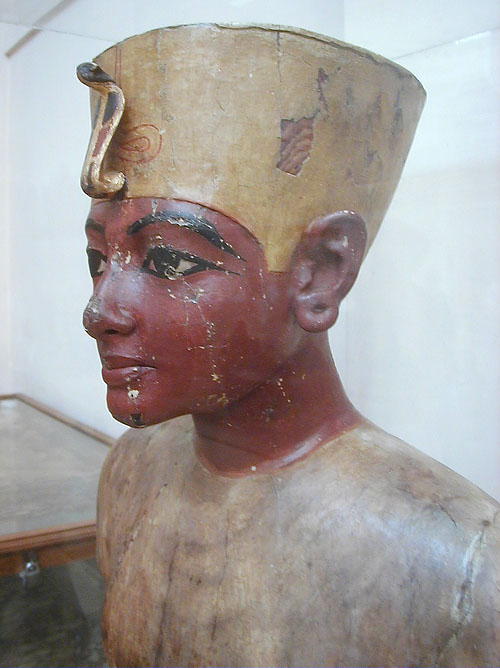
Tượng bán thân bằng gỗ của vị vua trẻ, được tìm thấy trong ngôi mộ của ông.

Ngoài ra, bằng chứng đến từ quá trình khám nghiệm và nghiên cứu di truyền học vào năm 2014 tiếp tục tái khẳng định những phát hiện vào năm 2010 rằng Tutankhamun là kết quả của một mối quan hệ cận huyết.

### Qua đời

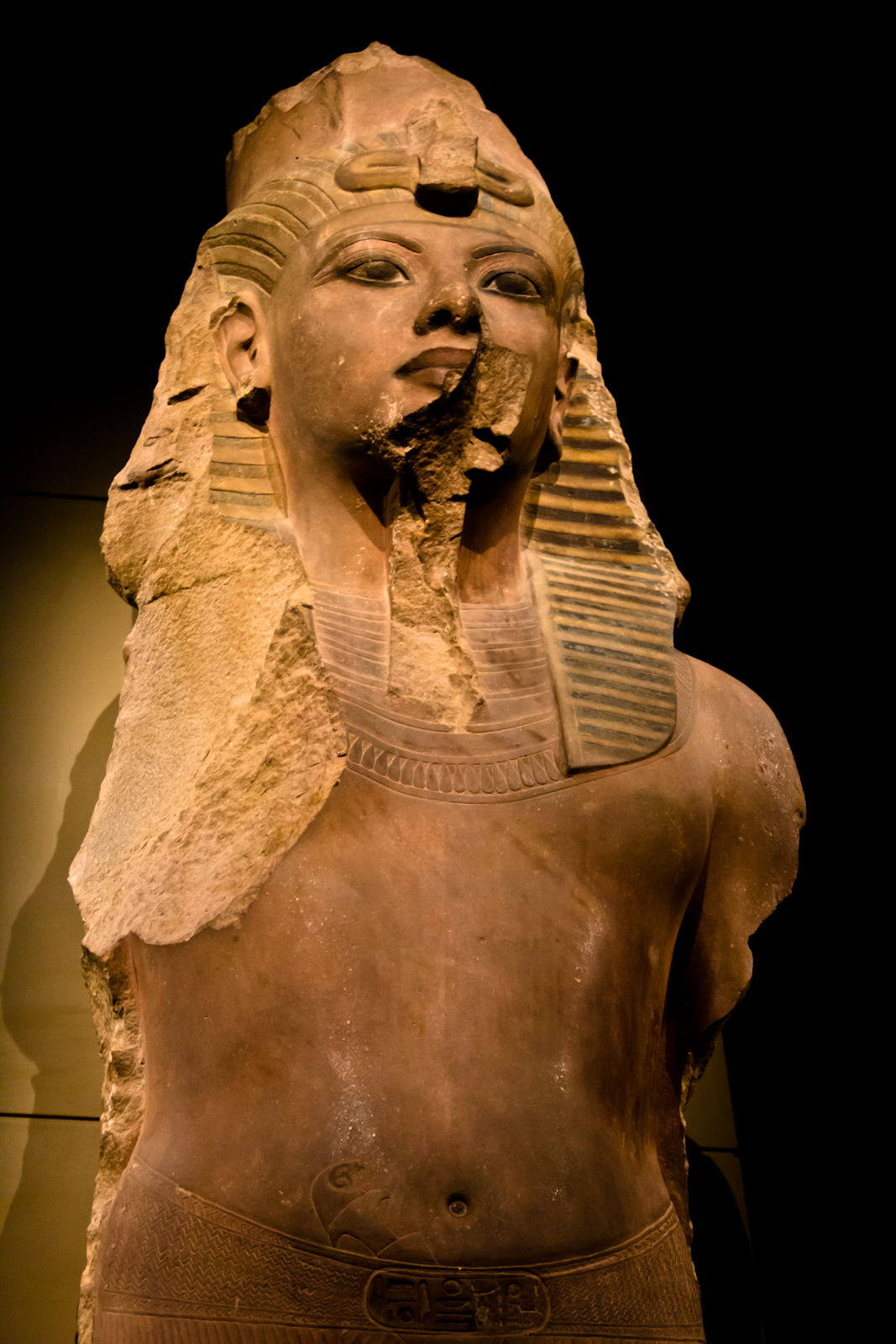
Tượng lớn của Tutankhamun ở Bảo tàng Cairo

Không có bất cứ ghi chép nào còn hiện còn tồn tại đến ngày nay về ngày qua đời của Tutankhamun. Điều gì gây ra cái chết của Tutankhamun đã là chủ đề của nhiều cuộc tranh luận. Nhiều nghiên cứu khoa học đã được tiến hành để nhằm tìm ra nguyên nhân gây ra cái chết của ông. Có một số bằng chứng đã được nhà vi sinh vật học Harvard Ralph Mitchell nêu ra rằng ông có thể được chôn cất một cách vội vã. Mitchell đã phát biểu rằng những đốm màu nâu sẫm trên những bức tường được trang trí trong phòng chôn cất của Tutankhamun cho thấy ông đã được chôn cất ngay trước khi màu sơn có thể khô.
Thông qua việc tiến hành chụp cắt lớp vi tính vào năm 2005 đã cho thấy ông đã bị gãy chân trái, không lâu trước khi ông qua đời, và nó đã bị nhiễm trùng. Phân tích DNA được tiến hành năm 2010 cho thấy sự xuất hiện của bệnh sốt rét trong cơ thể của ông, dẫn đến giả thuyết cho rằng bệnh sốt rét và bệnh Köhler đã dẫn đến cái chết của ông. Vào ngày 14 tháng 9 năm 2012, hãng tin ABC đã đưa tin về một giả thuyết khác nữa cho cái chết của Tutankhamun, nó được phát triển bởi bác sĩ phẫu thuật Hutan Ashrafian ở Đại học Hoàng gia London, ông tin rằng bệnh động kinh thùy thái đã gây ra một cú ngã chết người và khiến cho chân trái của Tutankhamun bị gãy.
Nghiên cứu được các nhà khảo cổ, X-quang, và di truyền học, tiến hành vào năm 2005 thông qua việc chụp CT những xác ướp được tìm thấy chỉ ra rằng ông không qua đời bởi một cú đánh vào đầu, như những suy nghĩ trước đây. Những hình ảnh CT mới đã chỉ ra các dị tật bẩm sinh vốn phổ biến hơn ở những đứa trẻ sinh ra từ hôn nhân cận huyết, như việc ông có dấu hiệu mắc chứng hở hàm ếch cùng với những khuyết tật bẩm sinh khác (cha và mẹ của Tutankhamun là 2 anh chị em ruột)

## Hệ quả

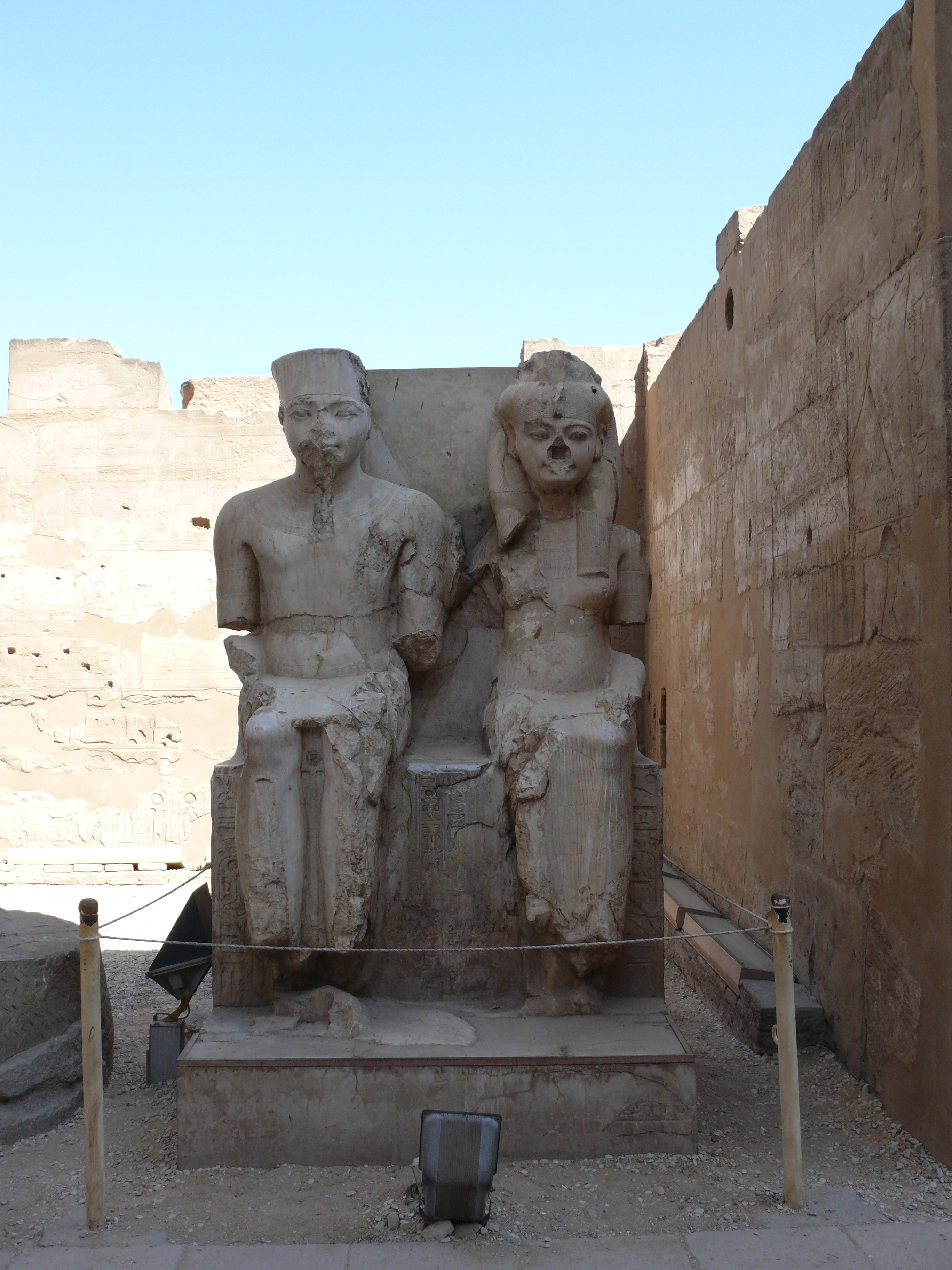
Tượng Tutankhamun và Ankhesenamun tại Luxor

Với việc Tutankhamun qua đời và hai người con chết non được chôn cất cùng với ông, dòng họ Thutmoses đã chấm dứt. Các bức thư Amarna sau đó cho biết rằng người vợ góa của Tutankhamun, đã viết thư gửi cho vua Suppiluliuma I của người Hittites, thỉnh cầu với ông ta rằng liệu bà có thể kết hôn với một người con trai của ông ta được hay không. Bức thư không nhắc tới việc Tutankhamun đã qua đời như thế nào. Ankhesenamun đã nói rằng bà đã rất lo sợ nhưng sẽ không lấy bất cứ cận thần nào của mình. Tuy nhiên, vị hoàng tử này đã bị sát hại trước khi có thể đến nơi. Ngay sau đó, Ay đã cưới vợ góa của Tutankhamun và trở thành vị pharaon tiếp theo. Đồng thời đã có một cuộc chiến tranh nổ ra giữa hai nước và Ai Cập đã bị thua trận.
Số phận của Ankhesenamun sau đó không được biết đến, bà đã biến mất khỏi các ghi chép lịch sử và người vợ thứ hai của Ay là Tey đã trở thành Chính cung hoàng hậu. Sau khi Ay qua đời, Horemheb đã cướp ngôi vua và tiến hành một chiến dịch nhằm xóa bỏ mọi thứ liên quan đến ông, cha của Tutankhamun, Akhenaten, người mẹ kế Nefertiti, người vợ Ankhesenamun của ông, và cả những người chị em cùng cha khác mẹ cũng như các thành viên khác trong gia đình. Toàn bộ hình ảnh và đồ hình của ông đều đã bị xóa bỏ. Bất chấp điều này, Horemheb có thể đã cưới một người em gái của Nefertiti, Mutnedjmet, nhưng họ không có con với nhau và sau này ông ta đã truyền ngôi lại cho Paramessu, vị vua sáng lập nên vương triều Ramesses.

## Lăng mộ

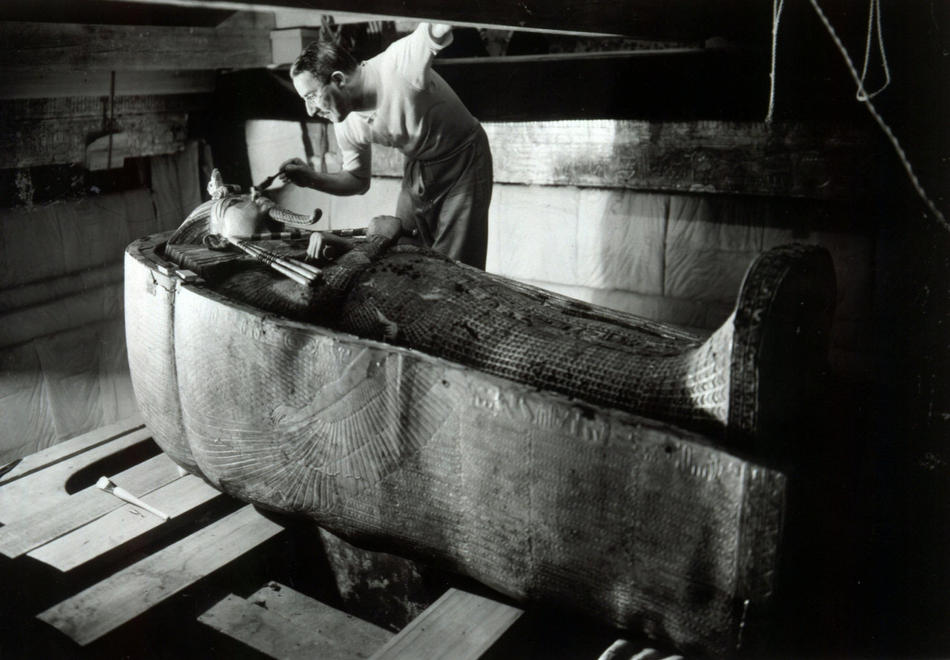
Howard Carter và quan tài xác ướp Tutankhamun trong KV62

Nhà khảo cổ Howard Carter đã phát hiện ra lăng mộ gần như còn nguyên vẹn của Tutankhamun vào năm 1922, đó là ngôi mộ KV62 tại Thung lũng các vị Vua. Nó đã tạo nên một sự kiện chấn động trên toàn thế giới. Lăng mộ đã cung cấp những hiểu biết giá trị về văn minh Ai Cập cổ đại.
Có tổng số 5.398 vật phẩm đã được tìm thấy trong ngôi mộ, bao gồm quan tài rắn bằng vàng, mặt nạ, ngai, cung tên, kèn trumpet, chén hoa sen, thực phẩm, rượu vang, dép, đồ lanh tươi... Trong lăng mộ có sáu cỗ xe ngựa (trong đó 2 cỗ xe được dát vàng), 50 cái cung, 2 thanh gươm, tám cái khiên, 2 lưỡi dao găm, đồ dùng đủ loại. Howard Carter phải mất 10 năm để phân loại các vật phẩm này. Có cả một con dao găm lấy từ ngôi mộ có lưỡi sắt được làm bằng thiên thạch.
Huân tước Carnarvon - người tài trợ cho cuộc khai quật lăng mộ đã qua đời chỉ 6 tuần sau khi lăng mộ được mở ra. Từ đó đã dấy lên những đồn đại nổi tiếng về lời nguyền của xác ướp Ai Cập.